# Harper Lee
Nelle Harper Lee, känd under författarnamnet Harper Lee, född 28 april 1926 i Monroeville i Alabama, död 19 februari 2016 i Monroeville, var en amerikansk författare. Hon var mest känd för romanen Dödssynden (To Kill a Mockingbird, 1960), som i mer än 50 år var hennes enda publicerade roman. Hon tilldelades Pulitzerpriset för skönlitteratur och Frihetsmedaljen av George W. Bush.
Dödssynden räknas som en modern klassiker. Den har bland annat röstats fram som århundradets bästa roman i Library Journal. År 1962 filmatiserades den. På svenska fick filmen titeln Skuggor över Södern.

## Biografi
Harper Lee var dotter till advokaten Amasa Coleman Lee och Frances Cunningham Finch Lee och yngst av fyra barn. Hon studerade juridik vid University of Alabama men avslutade utbildningen innan den blev färdig. År 1949 flyttade hon till New York, där hon arbetade med att boka flygbiljetter samtidigt som hon försökte satsa på skrivandet.
Åtta år senare lämnade hon in Dödssynden till förlaget J.B. Lippincott & Co. Boken publicerades 11 juli 1960 och blev en omedelbar succé hos både läsare och kritiker. Den vann året därpå Pulitzerpriset för skönlitteratur och ledde 1962 till en mycket uppmärksammad långfilm som gav Gregory Peck i rollen som småstadsadvokaten Atticus Finch Oscar för bästa manliga huvudroll.
Harper Lee gav i princip aldrig några intervjuer, talade inte med läsare och levde ensam i sin hemstad Monroeville i Alabama. I 14 års tid efter publiceringen av Dödssynden vägrade hon ställa upp på att bli intervjuad. Hon var barndomsvän till Truman Capote, som också tros vara inspirationen till rollfiguren Dill i romanen Dödssynden. 1959 reste de två till Holcomb i Kansas för att förbereda hans skrivande av det som skulle komma bli Med kallt blod (engelska: In Cold Blood).
Femtiofem år efter debuten publicerades Harper Lees andra roman Ställ ut en väktare (Go Set a Watchman, 2015).

## Priser och utmärkelser
- Pulitzerpriset för skönlitteratur 1961 för Dödssynden